# Canon EOS 5Ds
5D Mark III
Les Canon EOS 5Ds et 5Ds R  sont deux appareils photographiques reflex numériques plein format de 50,6 mégapixels fabriqués par Canon, annoncés en février 2015 et commercialisés à partir de juin 2015. Le 5Ds R se distingue par l'absence de filtre passe-bas. Ces appareils détiennent à leur annonce le record de définition pour des boîtiers 24×36 ,.